# Kanaloa
U havajskoj mitologiji, bog Kanaloa je jedan od velikih bogova. Njegovi su simboli hobotnica i lignja. Njegovo ime je dano i jednom ugaslom vulkanu na Velikom otoku (Hawaiʻi).
Kanaloa se obično spominje u drevnim pojanjima zajedno s bogom zvanim Kāne. Njih dvojica su bili zaštitnici ljudi, posebice muškaraca te su često prizivani.
Kanaloa je također bio povezan s vješticama i čarobnjacima.
Danas se smatra da su mitove koji Kanalou opisuju kao zlog boga podzemlja izmislili kršćanski misionari koji su došli na Havaje i pokušali uništiti vjerovanja Havajaca. Kraljica Havaja Kaʻahumanu je zabranila štovanje Kanaloe.

## Huna
U filozofiji zvanoj huna (pogledajte Max Freedom Long), oko Kanaloino je ezoterijski simbol.

## Kumulipo
U epu Kumulipu, Kanaloa je zvan Ka-he‘e-hauna-wela. On se tamo pojavljuje kao veliki bog, zajedno sa ženom zvanom La‘ila‘i.

## Pandani
- Tangaroa (maorska mitologija)
- Tagaloa (samoanska mitologija)
- Ta'aroa (tahićanska mitologija)

## Princ
Jedan je havajski princ nazvan po Kanaloi, a bio je sin poglavice Kanipahua.